# Ernie Hudson
Earnest Lee Hudson (Benton Harbor (Michigan), 17 december 1945) is een Amerikaans acteur. Hij won met zijn rol als gevangenisdirecteur Leo Glynn in Oz een Golden Satellite Award. Hudson is de vader van Ernie Hudson Jr., die sinds 1984 ook in een handvol films speelde (waarvan de meeste rechtstreeks op video uitkwamen). Vader en zoon speelden samen in negen afleveringen van OZ, waarin Hudson jr. als Hamid Khan verscheen.

## Film- en tv-optredens
- Leadbelly (1976) - Rol onbekend
- The Human Tornado (1976) - Bo
- The Man from Atlantis Televisieserie - Minion (Afl., The Disappearances, 1977)
- Mad Bull (Televisiefilm, 1977) - Black Bart
- King (Miniserie, 1978) - Jack Corbin
- Fantasy Island Televisieserie - Jamu (Afl., Family Reunion/Voodoo, 1978)
- Last of the Good Guys (Televisiefilm, 1978) - El Coliph
- Baa Baa Black Sheep Televisieserie - King George (Afl., A Little Bit of England, 1978)
- The Incredible Hulk Televisieserie - Lee (Afl., Like a Brother, 1978)
- Roots: The Next Generations (Miniserie, 1979) - Moslim aan de deur
- The White Shadow Televisieserie - Johnson (Afl., Little Orphan Abner, 1979)
- Highcliffe Manor Televisieserie - Smythe (1979)
- The Main Event (1979) - Moordenaar
- One Day at a Time Televisieserie - Desk Sergeant (Afl., A Little Larceny, 1979)
- Skag (Televisiefilm, 1980) - Rol onbekend
- The $5.20 an Hour Dream (Televisiefilm, 1980) - Homer Burden
- White Mama (Televisiefilm, 1980) - Raadsman
- Joni (1980) - Earl
- The Octagon (1980) - Quinine
- Too Close for Comfort Televisieserie - Sam Martin (Afl., The Bag Lady, 1980)
- The Jazz Singer (1980) - Heckler
- Underground Aces (1981) - Afrikaanse generaal
- A Matter of Life and Death (Televisiefilm, 1981) - Mr. Harrison
- Diff'rent Strokes Televisieserie - Kwane (Afl., Almost American, 1981)
- Crazy Times (Televisiefilm, 1981) - Harold 'Jazzman' Malloy
- Little House on the Prairie Televisieserie - William Thomas (Afl., Chicago, 1981)
- Taxi Televisieserie - Terry Carver (Afl., Of Mice and Tony, 1981)
- The Dukes of Hazzard Televisieserie - Avery (Afl., Dear Diary, 1982)
- Penitentiary II (1982) - Half Dead
- Flamingo Road Televisieserie - Rol onbekend (Afl., The High and the Mighty, 1982|The Harder They Fall, 1982|Murder They Said, 1982)
- Bosom Buddies Televisieserie - Rochelle (Afl., One for You, One for Me, 1981|Call Me Irresponsible, 1982)
- Spacehunter: Adventures in the Forbidden Zone (1983) - Washington
- Webster Televisieserie - Rudy (Afl., Happy Un-Birthday, 1983)
- Going Berserk (1983) - Jerome Willy Muhammed
- Women of San Quentin (Televisiefilm, 1983) - Charles Wilson
- The A-Team Televisieserie - Cal Freeman (Afl., The Taxicab Wars, 1983)
- Two of a Kind (1983) - Det. Skaggs
- Ghostbusters (1984) - Winston Zeddemore
- Joy of Sex (1984) - Mr. Porter
- St. Elsewhere Televisieserie - Jerry Close (6 afl., 1984)
- California Girls (Televisiefilm, 1985) - Ernie
- Love on the Run (Televisiefilm, 1985) - Lamar
- The Super Powers Team: Galactic Guardians Televisieserie - Cyborg (Victor Stone) (10 afl., 1985)
- The Last Precinct (Televisiefilm, 1986) - Sgt. 'Night Train' Lane
- The Last Precinct Televisieserie - Det. Sgt. 'Night Train' Lane (Afl. onbekend, 1986)
- Gimme a Break! Televisieserie - Rol onbekend (Afl., Someday My Prince..., 1986)
- Mike Hammer Televisieserie - Digger Love (Afl., Harlem Nocturne, 1986)
- Weeds (1987) - Bagdad
- Full House Televisieserie - Reggie 'The Sandman' Martin (Afl., Knock Yourself Out, 1987)
- The Dirty Dozen: The Fatal Mission (Televisiefilm, 1988) - Joe Hamilton
- The Wrong Guys (1988) - Dawson
- Trapper County War (1989) - Jefferson Carter
- Leviathan (1989) - Justin Jones
- Collision Course (1989) - Shortcut
- Ghostbusters II (1989) - Winston Zeddemore
- Cop Rock Televisieserie - Rol onbekend (Afl., Cop Rock, 1990)
- Broken Badges Televisieserie - Toby Baker (Afl. onbekend, 1990)
- Angel Street (Televisiefilm, 1992) - Thurman Nickens
- The Hand That Rocks the Cradle (1992) - Solomon
- The Ben Stiller Show Televisieserie - The Tennis Captain (Afl., With Bobcat Goldthwait, 1992)
- Batman Televisieserie - Bewaker (Afl., The Joker's Wild, 1992, stem)
- The Pitch (1993) - Dierenarts
- Tribeca Televisieserie - Howard (Afl., Heros Exoletus, 1993)
- Wild Palms (Miniserie, 1993) - Tommy Lazlo
- Tales from the Crypt Televisieserie - Zambini (Afl., Food for Thought, 1993)
- Sugar Hill (1994) - Lolly Jonas
- Lifestories: Families in Crisis Televisieserie - Coach Seldon (Afl., A Body to Die For: The Aaron Henry Story, 1994)
- No Escape (1994) - Hawkins
- The Crow (1994) - Sergeant Albrecht
- The Cowboy Way (1994) - Officer Sam 'Mad Dog' Shaw
- Airheads (1994) - Sergeant O'Malley
- Speechless (1994) - Ventura
- The Basketball Diaries (1995) - Reggie
- Congo (1995) - Captain Munro Kelly
- Grace Under Fire Televisieserie - Thad Alford (Afl., Love Thy Neighbor, 1996|Pregnant Pause, 1996)
- The Substitute (1996) - Principal Claude Rolle
- Tornado! (Televisiefilm, 1996) - Dr. Joe Branson
- For Which He Stands (1996) - DEA Agent Baxter
- Just Your Luck (Video, 1996) - Willie
- The Cherokee Kid (Televisiefilm, 1996) - Nat Love aka Deadwood Dick
- Levitation (1997) - Downbeat
- Fakin' Da Funk (1997) - Joe Lee
- Clover (Televisiefilm, 1997) - Gaten Hill
- Operation Delta Force (1997) - Tipton
- Superman: The Animated Series Televisieserie - Professor Felix (Afl., Action Figures, 1997, stem)
- Mr. Magoo (1997) - Agent Gus Anders, CIA
- Butter (1998) - Curtis '8-Ball' Harris
- Stranger in the Kingdom (1998) - Rev. Walter Andrews
- The Gregory Hines Show Televisieserie - Jack (Afl., Carpe Diem, 1998)
- Arli$$ Televisieserie - Gevangenisdirecteur Leo Glynn (Afl., Fans First, 1998)
- Best of the Best: Without Warning (1998) - Detective Gresko
- October 22 (1998) - Arthur
- Interceptors (1999) - Majoor McKenzie
- Lillie (1999) - Larry Miller
- Hijack (1999) - Senator Douglas Wilson
- Michael Jordan: An American Hero (Televisiefilm, 1999) - Rol onbekend
- Shark Attack (Televisiefilm, 1999) - Lawrence Rhodes
- Stealth Figter (1999) - President Westwood
- Miracle on the 17th Green (Televisiefilm, 1999) - Earl Fielder
- Everything's Jake (2000) - Jake
- Nowhere to Land (Televisiefilm, 2000) - Danny Gorlin
- Red Letters (2000) - Detective Glen Teal
- The Watcher (2000) - Ibby
- Paper Bullets (2000) - Detective Ron Mills
- Miss Congeniality (2000) - FBI Asst. Director Harry McDonald
- HRT (Televisiefilm, 2001) - Rol onbekend
- Walking Shadow (Televisiefilm, 2001) - Hawk
- Touched by an Angel Televisieserie - Norm McCloud (Afl., The Perfect Game, 2001)
- A Town Without Christmas (Televisiefilm, 2001) - Ted
- Oz Televisieserie - Gevangenisdirecteur Leo Glynn (44 afl., 1997-2003)
- Without a Trace Televisieserie - Manny Aybar (Afl., Kam Li, 2003)
- Anne B. Real (2003) - Principal Davis
- 10-8: Officers on Duty Televisieserie - Senior Deputy John Henry Barnes (Afl., Brothers in Arms, 2003|A Hard Day's Night, 2003|Gun of a Son, 2003)
- Clifford's Really Big Movie (2004) - P.T. (Stem)
- Everwood Televisieserie - Bill Hoover (Afl., The Birds and the Batteries, 2004)
- Sledge: The Untold Story (2005) - Ex Ops Commandant
- Marilyn Hotchkiss' Ballroom Dancing & Charm School (2005) - Blake Rische
- Lackawanna Blues (Televisiefilm, 2005) - Dick Barrymore
- Miss Congeniality 2: Armed & Fabulous (2005) - McDonald
- Batsheba (2005) - Nathan
- Fighting the Odds: The Marilyn Gambrell Story (Televisiefilm, 2005) - Perry Beasley
- Halfway Decent (2005) - Tom
- The Ron Clark Story (Televisiefilm, 2006) - Principal Turner
- Crossing Jordan Televisieserie - Kolonel Wirth (Afl., Code of Ethics, 2006)
- Stargate SG-1 Televisieserie - Pernaux (Afl., Ethon, 2006)
- ER Televisieserie - Kolonel James Gallant (Afl., Strange Bedfellows, 2006|21 Guns, 2006)
- Hood of Horror (2006) - Roscoe
- Cold Case Televisieserie - Moses Jones (Afl., 8:03 AM, 2007)
- Bones Televisieserie - David Barron (Afl., The Man in the Mansion, 2007)
- Desperate Housewives Televisieserie - Detective Ridley (7 afl., 2006-2007)
- Certifiably Jonathan (2007) - Suppoost
- Final Approach (Televisiefilm, 2007) - Agent Lorenzo Dawson
- Nobel Son (2007) - Lasasso
- All Hat (2007) - Jackson Jones
- Las Vegas Televisieserie - Bob Casey (Afl., My Uncle's a Gas, 2007|The High Price of Gas, 2007)
- The Man in the Silo (2007) - Marcus Wells
- Lonely Street (2007) - Capt. Morgan
- Never Submit (2009) - Roy
- Dragonball Evolution (2009) - Mutaito
- Ghostbusters (2016) - Uncle Bill
- Ghostbusters: Afterlife (2021) - Winston Zeddemore
- Quantum Leap Televisieserie - Herbert "Magic" Williams (31 afl., 2022-2024)
- Ghostbusters: Frozen Empire (2024) - Winston Zeddemore

- Biblioteca Nacional de España: XX1104813
- Bibliothèque nationale de France: cb14025125z (data)
- Catàleg d'autoritats de noms i títols de Catalunya: 981058524155706706
- Gemeinsame Normdatei: 13853960X
- International Standard Name Identifier: 0000 0001 1473 875X
- Library of Congress Control Number: no99079920
- MusicBrainz: 52a3987d-07a1-46df-b248-6be4488e2abf
- Nationale Bibliotheek van Tsjechië: xx0178251
- Nationale Bibliotheek van Israël: 987007426831905171
- Nederlandse Thesaurus van Auteursnamen: 304125156
- SNAC: w6737mws
- Système universitaire de documentation: 140844457
- Virtual International Authority File: 64205138
- WorldCat: E39PBJvxx4HQrTjrjwXbb69JjC